# Сумеречная зона (телесериал, 1959)
«Сумеречная зона» (англ. The Twilight Zone) — американский телевизионный сериал-антология, созданный Родом Серлингом. Сериал просуществовал пять сезонов на канале CBS с 1959 по 1964 год. Каждый эпизод представляет собой отдельную историю, в которой персонажи сталкиваются с зачастую тревожными или необычными событиями, явлениями или переживаниями, которые являются опытом вхождения в «Сумеречную зону», часто с неожиданным финалом и моралью. Несмотря на то, что в сериале преобладает научная фантастика, паранормальные и кафкианские события местами склоняют сериал к жанрам фэнтези и ужасам.
В сериале участвовали как уже признанные звёзды, так и молодые актёры, которые позже стали гораздо более известны. Серлинг был исполнительным продюсером и главным сценаристом; он написал или стал соавтором 92 из 156 эпизодов сериала. Он также был ведущим и рассказчиком сериала, произнося монологи в начале и в конце каждого эпизода. Вступительное и заключительное повествования Серлинга обычно суммируют события эпизода, заключая в себе то, как и почему главный герой вошёл в «Сумеречную зону».
В 1997 году эпизоды «Служить человеку» (режиссёр Ричард Л. Бейр) и «Эта хорошая жизнь» (режиссёр Джеймс Шелдон) заняли соответственно 11 и 31 место в рейтинге TV Guide «100 величайших эпизодов всех времён». Сам Серлинг говорил, что его любимыми эпизодами являются «Пришельцы» (режиссёр Дуглас Хейз) и «Теперь времени достаточно» (режиссёр Джон Брам). Журнал Time назвал «Сумеречную зону» «одним из самых легендарных телешоу всех времён» и поставил эпизод «Теперь времени достаточно» на первое место в своём списке лучших эпизодов сериала.
В 2016 году сериал занял 7-е место в списке 100 величайших шоу всех времён по версии журнала Rolling Stone. В 2002 году «Сумеречная зона» заняла 26-е место в рейтинге «50 величайших телешоу всех времён» по версии TV Guide. В 2004 году он занял 8-е место в топе культовых шоу по версии TV Guide, а три года спустя переместился на 9-е место. В 2013 году Гильдия сценаристов США оценила его как третий лучший телесериал в истории, а TV Guide поставил его на 4-е место как величайший драматический сериал, на 2-е как величайший научно-фантастический сериал и на 5-е как величайший сериал всех времён.

## Создание

### Концепция
В 1950-х годах Род Серлинг имел достаточную успешную карьеру сценариста на телевидении. Его причисляли к небольшой, элитной группе молодых и новаторских писателей, среди которых были Пэдди Чаефски и Реджинальд Роуз. И публика, и пресса считали Серлинга эквивалентом Артура Миллера или Теннесси Уильямса. Один комментатор даже сравнил его с Софоклом. После продолжительной работы над драматическими сериалами, в 1959 году Серлинг неожиданно объявил, что собирается посвятить все свои силы еженедельной серии научно-фантастических историй. «Перейти от написания эпизодической драмы для „Театра 90“, выдающегося и, безусловно, важного сериала, к созданию и написанию еженедельного тридцатиминутного телевизионного фильма», — признавался он, «было все равно, что Стэну Мьюзайлу уехать из Сент-Луиса, чтобы тренировать третью базу в малой лиге Американского легиона». Такая резкая смена направления в сторону фантастики многими воспринималась как шаг назад в карьере. В то время фантастический жанр не считался серьёзным. Во время интервью с Серлингом 22 сентября 1959 года тележурналист Майк Уоллес даже сказал: «Вы, очевидно, так много работаете над „Сумеречной зоной“, что, по сути, на данный момент и в обозримом будущем вы отказались от написания чего-либо важного для телевидения, верно?». Некоторые критики и журналисты того времени делали предположение, что «Сумеречная зона» была не только шагом вниз, но и «выбором, сделанным по совершенной глупости». При работе над сценариями для телевидения Серлинг часто сталкивался с проявлениями цензуры, спонсоры или продюсеры часто просили заменить какие-то слова, фразы и даже места в сценарии. «Оглядываясь назад, я, вероятно, получил бы гораздо более взрослую пьесу, если бы сделал её научно-фантастической, а действие происходило бы в 2057 году», — говорил позже Серлинг. Продюсер Дик Берг говорил, что это не научная фантастика произвела на Серлинга такое впечатление, что он захотел заниматься именно ею. Скорее приход к фантастике был следствием того, что его всегда интересовало, «„Сумеречная зона“ давала ему такую гибкость». Он мог писать истории на социальные темы: о нацистах, о расизме в целом, об экономическом положении и списать их в рамки научной фантастики.

### Начало работы над «Сумеречной зоной»
В 1957 году Серлинг достал получасовой сценарий, который он написал вскоре после окончания колледжа. Он назывался «Элемент времени» (англ. The Time Element), это была фантазия на тему путешествия во времени. Он расширил сценарий до часа и попросил своего секретаря напечатать эти слова на первой странице: «„THE TWILIGHT ZONE“. THE TIME ELEMENT BY ROD SERLING». Затем он отправил сценарий в CBS. Телеканал купил сценарий, но в итоге он «лёг на полку» до тех пор, пока на него не обратил внимание продюсер Берт Грэнет. В 1958 году он продюсировал сериал «Вестингауз — Театр Десиле» и искал способ придать престижности своему телевизионному шоу. Грэнет решил эту проблему двумя способами: во-первых, пригласив на главные роли известных киноактёров и, во-вторых, скупая сценарии лучших телевизионных писателей. Род Серлинг был определённо тем именем, которое он хотел видеть в титрах своего шоу. Его сценарий Грэнет выкупил у CBS за 10000 долларов. «Элемент времени» был включён в производственный график «Вестингауз — Театр Десиле» на сезон 1958—1959 годов. 24 ноября 1958 эпизод вышел в эфир. Зрительский отклик на эпизод был очень большим, писем в телекомпанию после его выхода пришло гораздо больше чем после любого другого эпизода сериала. Газетные рецензии также были повсеместно хорошими. Руководство CBS признало что совершило ошибку, изначально отложив сценарий Серлинга, и дало добро на съёмки пилотного эпизода «Сумеречной зоны».
Уильям Дозье, вице-президент CBS, отвечающий за трансляцию телеканала на западном побережье, поручил курировать проект Уильяму Селфу, недавно принятому на работу в компанию. Это был хороший выбор; незадолго до прихода на CBS Селф четыре года был продюсером «Театра звёзд Шлица», успешного получасового телесериала-антологии. Для того чтобы снять пилот, первое, что нужно было Селфу — это сценарий. Серлинг написал новый сценарий под названием «Счастливое место» (англ. The Happy Place). Часовой сценарий рассказывал о тоталитарном обществе будущего, в котором людей, достигших шестидесятилетнего возраста, регулярно отправляют в концентрационные лагеря, именуемые «Счастливым местом», где уничтожают людей. Уильям Дозье дал сценарий Селфу и попросил высказать своё мнение. «Это было, как мне показалось, очень мрачно и депрессивно», — вспоминал Селф, он понимал что такой жёсткий сценарий выпускать на телевидении не сто́ит и захотел встретиться с Серлингом, чтобы обговорить детали. На встрече Серлинг спокойно выслушал Селфа и сказал, что просто напишет новый сценарий. Новый сценарий Серлинга назывался «Куда все подевались?», и он оказался идеальным выбором. Его сюжет был абсолютно прост: речь шла о человеке, который не может найти других людей в маленьком городке. А в конце выясняется, что всё показанное в серии было галлюцинацией главного героя, чей разум отключился во время эксперимента, где исследовался эффект изоляции на человека. «Куда все подевались?» был мрачной, серьёзной историей, облечённой в атрибуты научной фантастики, именно то, что искали руководители телеканала. После съёмок пилотного эпизода и показа его потенциальным спонсорам, контракт с CBS подписали компании General Foods, Kimberly-Clark. Между CBS и Серлингом был составлен контракт. В нём оговаривалось, что «Сумеречная зона» будет производиться компанией Серлинга, Cayuga Productions и что он напишет восемьдесят процентов сценариев первого сезона. В обмен на эти услуги Серлинг стал бы владельцем пятидесяти процентов сериала плюс оригинальных негативов, а CBS — остальных пятидесяти процентов. В течение двух месяцев после подписания контрактов, для сериала была набрана полная съёмочная группа, и началось производство эпизодов первого сезона. По словам агента Айры Стайнера, «хотя это был потрясающий пилот, он, тем не менее, был — если говорить сегодняшними словами — немного „странным“ с точки зрения того, какие шоу обычно приносили на просмотр (инвесторам)».
На вопрос о том как Род Серлинг пришёл к названию «Сумеречная зона», он отвечал: «Я считал, что придумал его, но с тех пор я слышал, что существует термин ВВС, относящийся к моменту, когда самолёт снижается на посадке и не видит горизонт, он называется „сумеречная зона“, но это непонятный термин, раньше я его не слышал». С самого начала было решено, что в сериале будет рассказчик, который скажет вступительное слово, а в конце подведёт итог. На его роль был приглашён Уэстбрук Ван Вурхис, но после прослушивания продюсеры решили, что его голос звучит «слишком напыщенно». Следующим выбором на роль рассказчика был Орсон Уэллс, с этой кандидатурой были согласны все кроме Серлинга, ему даже был предложен гонорар выходивший за рамки бюджета шоу. Было предложено много дикторов, которые уложились бы в бюджет, но ни один вариант не удовлетворял всех заинтересованных лиц. В итоге Серлинг сам предложил выступить в роли рассказчика, поначалу никто не воспринял это положительно, ведь все знали его только как писателя, но его голос очень удачно вписался в стиль сериала и он стал бессменным рассказчиком на протяжении всех пяти сезонов сериала.

## Эпизоды
| Сезон | Сезон | Количество серий | Дата выхода в эфир | Дата выхода в эфир |
| Сезон | Сезон | Количество серий | Дата начала        | Дата завершения    |
| ----- | ----- | ---------------- | ------------------ | ------------------ |
|       | 1     | 36               | 2 октября 1959     | 1 июля 1960        |
|       | 2     | 29               | 30 сентября 1960   | 2 июня 1961        |
|       | 3     | 37               | 15 сентября 1961   | 1 июня 1962        |
|       | 4     | 18               | 3 января 1963      | 23 мая 1963        |
|       | 5     | 36               | 27 сентября 1963   | 19 июня 1964       |

## Награды
| Год  | Ассоциация                   | Категория                                       | Номинант    | Результат |
| ---- | ---------------------------- | ----------------------------------------------- | ----------- | --------- |
| 1960 | Прайм-таймовая премия «Эмми» | Лучший сценарий драматического сериала          | Род Серлинг | Победа    |
| 1961 | Прайм-таймовая премия «Эмми» | Выдающиеся достижения программы в области драмы |             | Номинация |
| 1961 | Прайм-таймовая премия «Эмми» | Лучший сценарий драматического сериала          | Род Серлинг | Победа    |
| 1962 | Прайм-таймовая премия «Эмми» | Лучший сценарий драматического сериала          | Род Серлинг | Номинация |
| 1963 | Золотой глобус               | Лучший телепродюсер/режиссёр                    | Род Серлинг | Победа    |

## Влияние
Сайт Inverse отмечает, что «каждый из 156 эпизодов оригинального сериала ввёл ряд важных тропов научной фантастики, ужасов и фэнтези, которые в своё время мир узнал, полюбил и даже возненавидел».

## Перезапуск
- Сумеречная зона (1985)
- Сумеречная зона (2002)
- Сумеречная зона (2019)